# ال پوئبلو، ویچیتا، کانزاس
ال پوئبلو (به انگلیسی: El Pueblo) یک منطقهٔ مسکونی در ایالات متحده آمریکا است که در کانزاس واقع شده‌است. پوئبلو ۶٬۹۲۴ نفر جمعیت دارد و ۴۰۰٫۵۱ متر بالاتر از سطح دریا واقع شده‌است.